# Imprensa Oficial do Estado de São Paulo

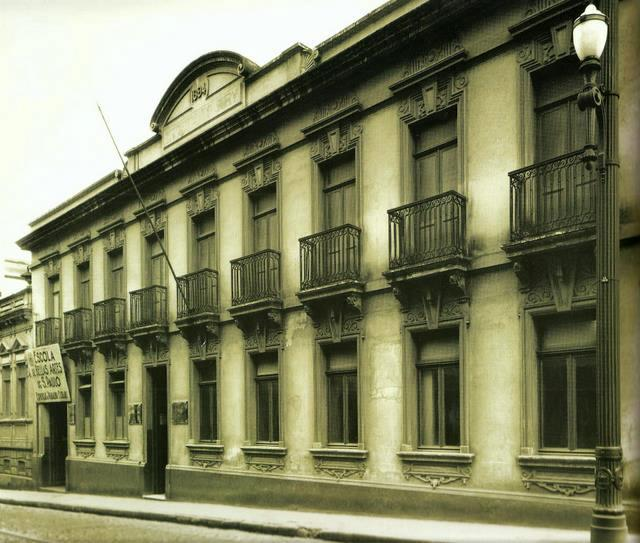
Antiga sede da Imprensa Oficial, na rua Onze de Agosto, que abrigou também a Pinacoteca e o Museu de Belas Artes, entre 1932 e 1947.

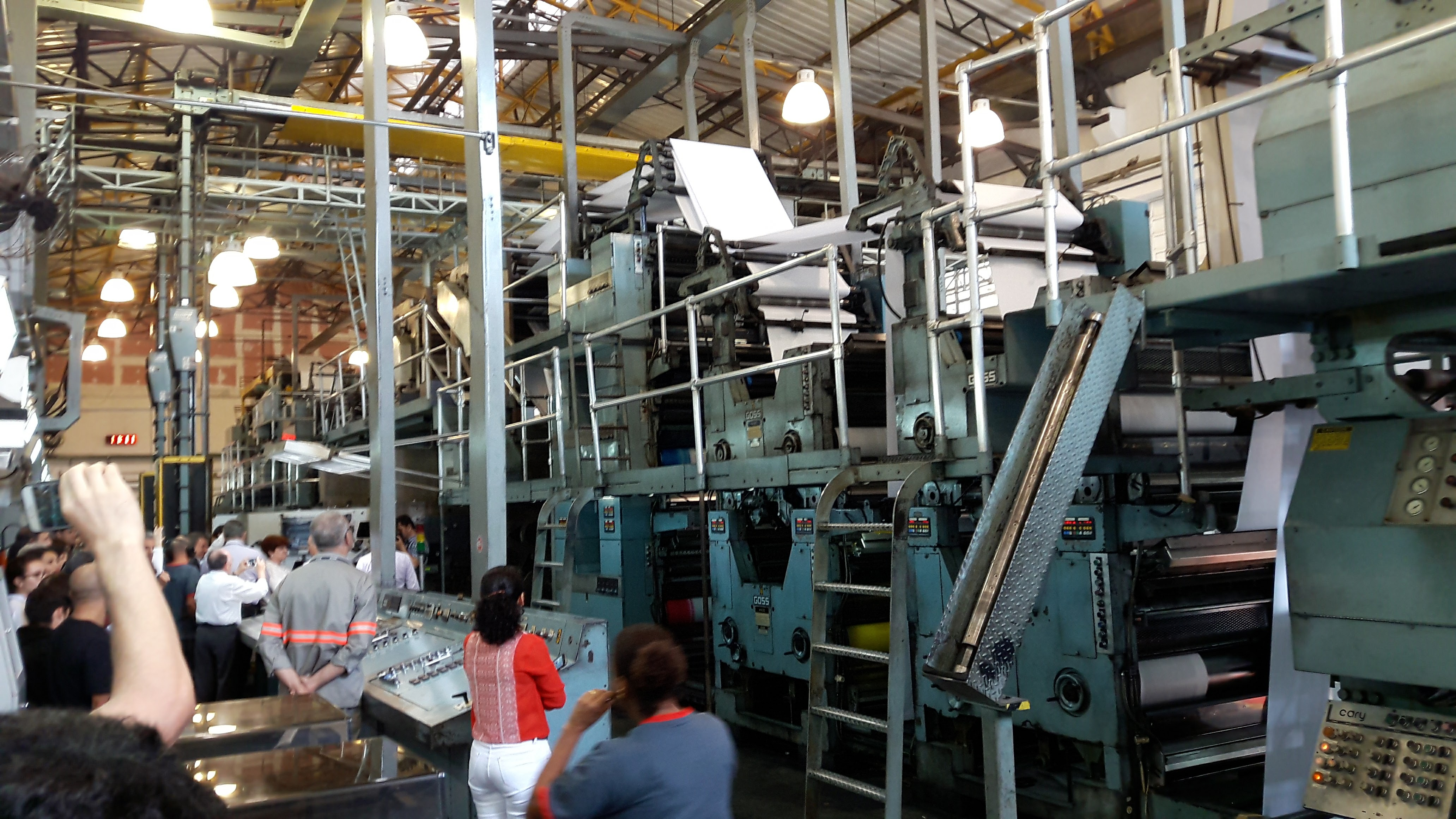
Funcionários da Imprensa Oficial e convidados acompanham a última tiragem impressa do Diário Oficial do Estado de São Paulo em 31/07/2017. Na foto é possível ver a grande impressora Goss responsável pela impressão do jornal.

A Imprensa Oficial do Estado de São Paulo (IMESP) foi um órgão de responsável pela publicação dos atos dos poderes Executivo, Legislativo e Judiciário do estado de São Paulo.

## História
Criada em 28 de abril de 1891, com o objetivo de ser a gráfica pública de São Paulo, a Imprensa Oficial assumiu desde o início de sua existência um dos grandes ideais da recém-proclamada República: garantir transparência dos atos das três esferas de poder no Estado de São Paulo: Executivo, Legislativo e Judiciário. A publicação do Diário Oficial do Estado dá a oportunidade para que todos os cidadãos tomem conhecimento das ações e leis que são efetivadas em seu nome. 
Em princípio, ela funcionou nos fundos de uma antiga igreja e, a partir daí, cresceu junto com São Paulo. Ao longo de seus 130 anos, documentou momentos marcantes como a Primeira Grande Guerra, a Revolução de 30, o regime militar e a redemocratização do País.

Nas duas gestões do Prof. Hubert Alquéres como presidente da  Imprensa Oficial do Estado de São Paulo (2003 – 2011) ocorreu um amplo processo de modernização, com a criação da Editora da Imprensa Oficial que, em sete anos, recebeu 23 prêmios Jabuti e vários prêmios de qualidade gráfica. 

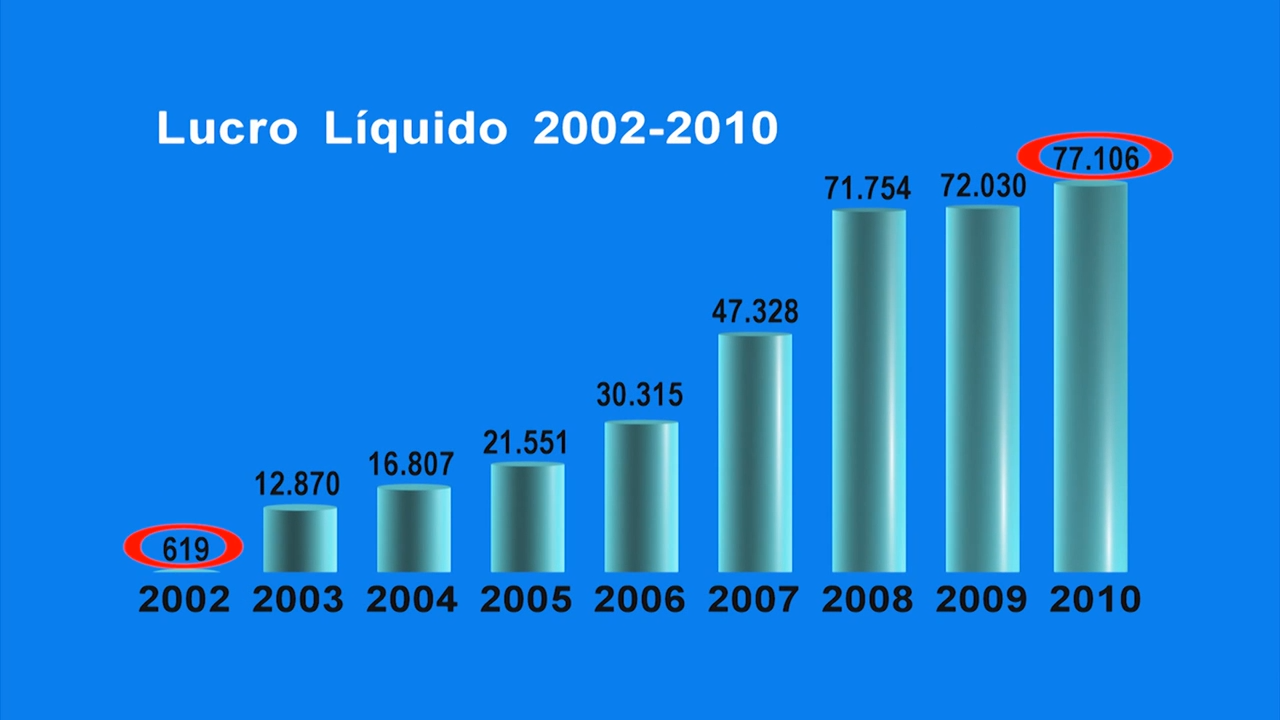
Crescimento do Lucro Líquido da Imprensa Oficial do Estado de São Paulo nas gestões do prof. Hubert Alquéres

Foi a primeira empresa a lançar um serviço público digital e, a partir de 1 de outubro de 2008, passou a disponibilizar todas as suas edições do seu Diário Oficial desde 1891 no sistema online aberto e gratuito.

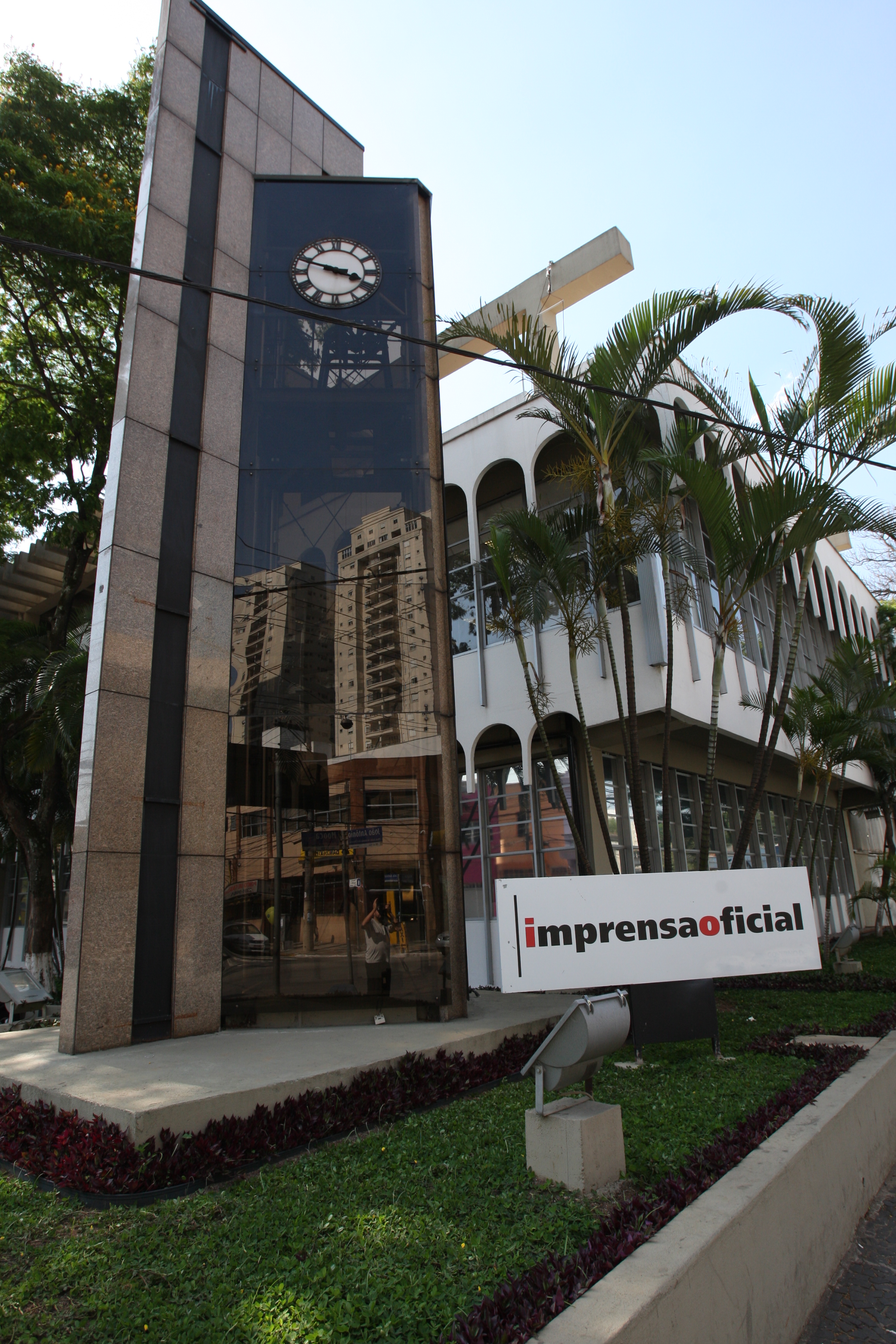
Relógio na sede da Imprensa Oficial da rua da Mooca

No dia 1 de junho de 2017 a edição impressa foi extinta, conforme comunicado divulgado no dia 30 de maio de 2017. O comunicado oficial que informou a novidade pode ser visto na versão em pdf desta última edição. Com a extinção, a Imprensa Oficial foi incorporada pela Prodesp em 2021.
O Diário Oficial  segue sendo produzido regularmente na internet, em página com certificação digital, inclusive há uma empresa responsável que presta serviços de certificação digital estabelecida no prédio, a DigitalSign, o que autentica o seu "status de documento válido e original", conforme descrito no próprio anúncio de despedida do impresso.
Dentre as sedes da instituição, estiveram:
- o edifício da rua Onze de Agosto, 169 e 177 (até os anos 1930);
- o edifício da rua da Glória, 88, antiga fábrica Calçados Rocha (1932 até anos 1970);

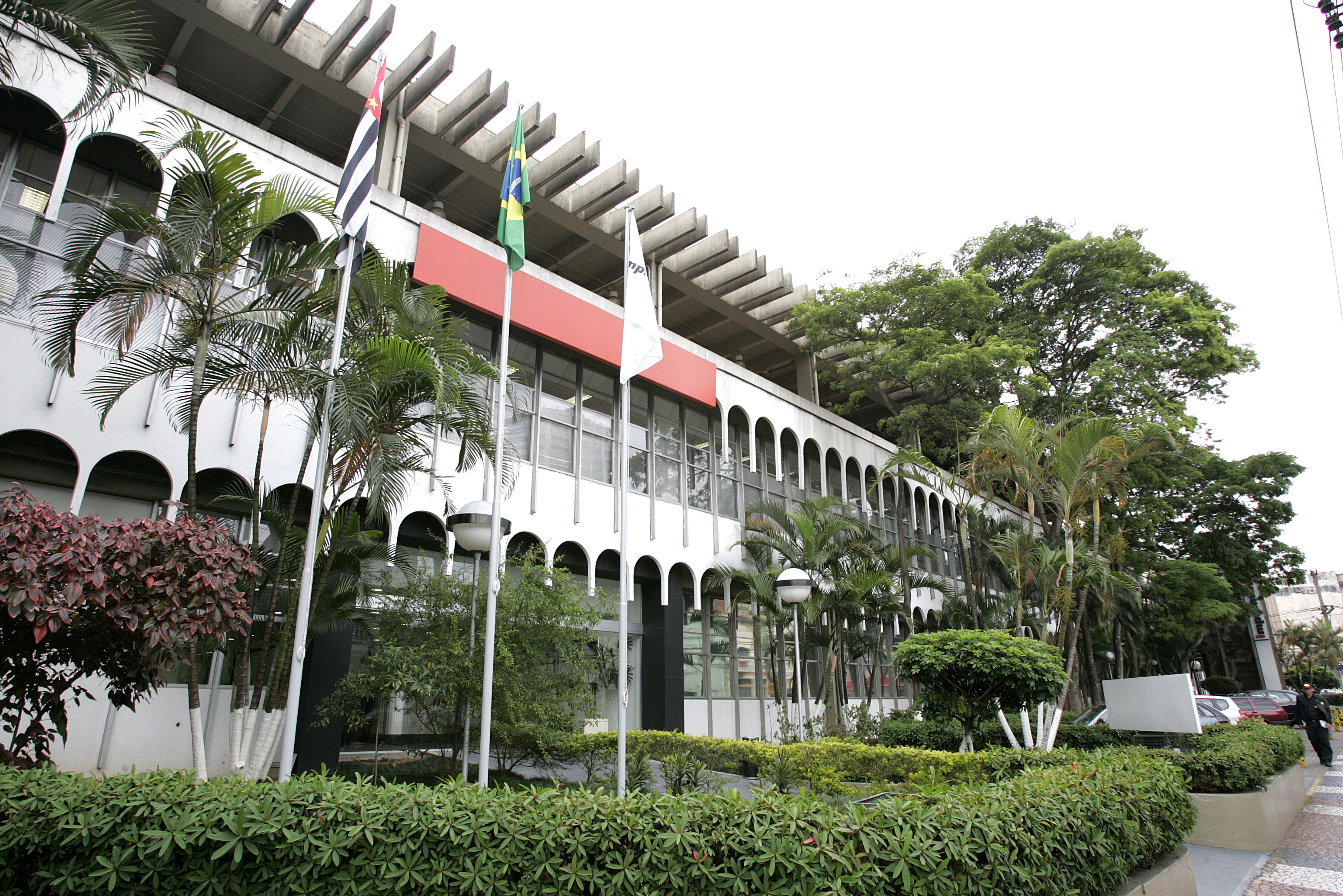
Fachada Prédio da Imprensa Oficial do Estado de São Paulo na rua da Mooca, 1921

- Fachada Prédio da Imprensa Oficial do Estado de São Paulo na rua da Mooca, 1921o complexo da rua da Mooca, 1921, antiga fábrica Clark (desde 1970).